# Thalictrum osmundifolium
Thalictrum osmundifolium là một loài thực vật có hoa trong họ Mao lương. Loài này được Finet & Gagnep. miêu tả khoa học đầu tiên năm 1904.